# Geografski horizont
Geografski horizont je stručno-informativni časopis Hrvatskog geografskog društva. Izlazi dva puta godišnje. Prvi broj objavljen je 1955. nakon odluke III. kongresa geografa Jugoslavije. Tijekom svoje povijesti izlazio je kao dvobroj, jednobroj i četverobroj. U prvom desetljeću izlaženja bio je glasilo Saveza geografskih društava Jugoslavije, dok ga kasnije preuzima Geografsko društvo Hrvatske, odnosno danas Hrvatsko geografsko društvo.

## Vanjske poveznice
- Pregled svih brojeva Geografskog horizonta sa sadržajem pojedinih brojeva[neaktivna poveznica]
- Geografski horizont 54/1 (2008)  Arhivirana inačica izvorne stranice od 21. veljače 2009. (Wayback Machine)